# Лёрпер, Анна
Анна «Люмпи» Лёрпер (нем. Anna «Lumpi» Loerper; род. 18 ноября 1984, Кемпен, Северный Рейн-Вестфалия) — немецкая гандболистка, игрок команды «Битигхайм» и сборной Германии. Дважды признавалась лучшей гандболисткой Германии (2015, 2016).

## Карьера

### Клубная
Воспитанница школы клуба «Кемпен». С 2003 по 2011 годы играла в леверкузенском «Байере» на позициях защитника и левого крайнего, завоевала Кубок Германии в 2010 году и Кубок Вызова в 2005 году. В 2011 году перешла в датскую команду «Твис-Хольстебро», с которой выиграла Кубок ЕХФ в 2013 году. Сезон 2013/2014 провела за «Ольденбург» в Бундеслиге, по окончании сезона ушла в «Метцинген».

### В сборной
Дебютировала Анна 14 октября 2005 в матче против Франции, проходившем в Париже. Провела 246 матчей, забила 428 голов. Бронзовый призёр чемпионата мира 2007 года.

## Достижения

### Клубы
- Вице-чемпионка Германии: 2006, 2007
- Победительница Кубка Германии: 2010, 2021
- Финалистка Кубка Германии: 2005
- Победительница Кубка Вызова: 2005
- Победительница Кубка ЕХФ: 2013
- Чемпионка Нижнего Рейна: 2000, 2001, 2003
- Чемпионка Западной Германии: 2011

### Сборная
- 6-е место на чемпионате мира 2005 года
- 4-е место на чемпионатах Европы 2006 и 2008 годов
- 3-е место (бронзовая медаль) на чемпионате мира 2007 года
- 7-е место на чемпионате мира 2009 года